# 葉室長順
葉室長順（はむろ ながとし、文政3年（1820年）4月14日 - 明治12年（1879年））は、江戸時代後期から明治時代にかけての公卿。

## 官歴
- 文政10年（1827年）：従五位上
- 文政12年（1829年）：正五位下
- 天保6年（1835年）：侍従
- 弘化4年（1847年）：蔵人
- 嘉永元年（1848年）：正五位上、御祈奉行、右少弁
- 嘉永3年（1850年）：賀茂奉行
- 嘉永4年（1851年）：左少弁
- 嘉永5年（1852年）：権右中弁、左衛門権佐、検非違使
- 安政2年（1855年）：勧学院別当
- 安政4年（1857年）：正四位下、蔵人頭、右大弁
- 安政6年（1859年）：神宮弁
- 文久3年（1863年）：従三位、参議、左大弁
- 元治元年（1864年）：踏歌外弁、平野奉幣使
- 慶応元年（1865年）：正三位、右衛門督、検非違使別当、権中納言
- 慶応3年（1867年）：権大納言

## 系譜
- 父：葉室顕孝
- 兄：葉室顕胤
- 兄：葉室顕熙
- 弟：粟田口定孝
- 子：葉室長邦
- 子：葉室俊顕
- 子：葉室光子